# Gesundheitsversorgung
Unter Gesundheitsversorgung (englisch healthcare) versteht man Maßnahmen zur Bewahrung, Stabilisierung oder Verbesserung der Gesundheit und zur Heilung oder Linderung von Gesundheitsstörungen durch Vorbeugung, Diagnostik, Behandlung, Rehabilitation und / oder Palliation bei Menschen.
Die Gesundheitsversorgung wird von Angehörigen der Heilberufe, Gesundheitsberufe und verwandter Berufe erbracht. Hierzu gehören Angehörige von Ärzteschaft, Psychotherapie, Zahnmedizin, Pharmazie, Hebammenwesen, Pflege, Ergotherapie, Logopädie, Physiotherapie, Ernährungsberatung und von anderen Gesundheitsfachberufen.

## Zugang zur Gesundheitsversorgung
Der Zugang zur Gesundheitsversorgung kann von Land zu Land, von Gemeinde zu Gemeinde und von Person zu Person unterschiedlich sein und wird von den sozialen und wirtschaftlichen Bedingungen sowie von der Gesundheitspolitik beeinflusst.
Zu den Faktoren, die den Zugang zur Gesundheitsversorgung behindern können, gehören finanzielle und organisatorische Einschränkungen (z. B. unzureichender oder fehlender Versicherungsschutz), geografische und logistische Barrieren (z. B. Transportkosten zu einer Einrichtung der Gesundheitsversorgung und die Möglichkeit, sich für die Inanspruchnahme solcher Dienste von der Arbeit freistellen zu lassen), soziokulturelle Erwartungen und persönliche Faktoren (unzureichende Fähigkeit, mit Gesundheitsdienstleistern zu kommunizieren, unzureichende Gesundheitskompetenz, geringes Einkommen).
Einschränkungen bei der Inanspruchnahme von Gesundheitsdiensten wirken sich negativ auf die Inanspruchnahme medizinischer Leistungen, die Wirksamkeit von Behandlungen und das Gesamtergebnis (Wohlbefinden, Sterblichkeitsrate) aus.

## Gesundheitsversorgungsstärkungsgesetz (GVSG)
Das Bundeskabinett hat am 22. Mai 2024 den Entwurf des Gesundheitsversorgungsstärkungsgesetzes (GVSG) beschlossen. Damit soll parallel zur Krankenhausreform auch der Hausarztberuf attraktiver, die ambulante regionale Versorgung gestärkt, die hausärztliche und die ambulante psychotherapeutische Versorgung weiterentwickelt, der Leistungszugang verbessert und die Transparenz erhöht werden.